# Riu Back
El riu Back (en Dogrib: Thlewechodyeth, en Inuktitut: Haningayok, o Great Fish River) és un riu que recorre els Territoris del Nord-oest i Nunavut, al Canadà, abans de desembocar a l'oceà Àrtic després de 974 kilòmetres.

## Conca
El riu té una conca hidrogràfica de 106.500 quilòmetres quadrats i un cabal mitjà de 612 metres cúbics per segon. La seva llargada és de 974 quilòmetres, des del seu naixement al llac Muskox, si el riu continua aigües amunt fins al seu naixement.
De la mateixa manera que el Coppermine, Hood, Dubawant o Kazan, altres grans rius d'aquesta zona del Canadà, sols és navegable per a gent experimentada puix són nombrosos els ràpids que hi ha. El riu es troba per damunt de la línia arbòria.

## Història
El riu Back és la pàtria històrica dels Haningayogmiut. La zona també era visitada pels Kaernermiut i Ahiagmiut.
La primera exploració europea de la zona la va fer George Back el 1834, en honor del qual se li va posar el nom. Posteriorment James Anderson, factor de la Companyia de la Badia de Hudson explorà la zona el 1856.